# Johan Christian von Hartmansdorff
Johan Christian von Hartmansdorff, född 8 september 1668 i Wolgast, död 5 september 1731, var en svensk ämbetsman.

## Biografi
Johan Christian von Hartmansdorff föddes 1668 i Wolgast. Han var son till hovrättsrådet Mattias von Harmansdorff i Wismar och Christina Eleonora von Faltzburg. von Hartmansdorff blev 1 september 1692 extra ordinarie referendarie i Pommerska hovrätten och 1697 referendarie och protonotarie i Pommerska hovrätten. Han blev 8 december 1703 assessor och 19 mars 1723 direktor. von Hartmansdorff avled 1731.

### Familj
von Hartmansdorff gifte sig första gången 22 juni 1692 i Greifswalrd med Catharina Elisabet von Greiggenschildt (död 1711), dotter till hovrättsidrektorn Gualter von Greiggenschildt och Ilsabe de Bruyn. De fick tillsammans barnen Ilsabe Christina von Hartmansdorff (1694–1696), Hedvig Elisabet von Hartmansdorff, Ilsabe Christina von Hartmansdorff, kaptenen Gualter Mattias von Hartmansdorff i venetiansk tjänst, militären Johan Christian von Hartmansdorff (1697–1716), Carl Henrik von Hartmansdorff och Henrik von Hartmansdorff.
von Hartmansdorfft gifte sig andra gången med Elisabet Hedvig von Buggenhagen, dotter till Baltzar Detlof von Buggenhagen och Catharina von Platen. De fick tillsammans barnen Maria Eva von Hartmansdorff som var gift med Carl von Greiggenschildt och Johanna Dorotea Catharina von Hartmansdorff (1716–1782) som var gift med Gustaf Baltzar von Hartmansdorff.